# Sede vacante

Sede vacante по канонском закону Католичке цркве означава да је бискупски трон одређене цркве упражњен. У преводу са латинског, израз значи празна столица.
Ово за дијецезу значи да је бискуп или умро, дао оставку, премештен у другу дијецезу, или изгубио звање, а да његова замена још није именована. Ако у датој цркви постоји помоћни бискуп (коадјутор), онда до овог периода не долази, већ помоћни бискуп одмах наслеђује столицу.

## Света Столица
Специфично, sede vacante се односи на период када је Света Столица празна, што се дешава након смрти или абдикације папе. У овом периоду, Светом Столицом регентуром управља Колегијум кардинала.

## Списакsede vacanteпериода од 19. века
| претходни папа | наредни папа   | почетак             | крај                | трајање |
| -------------- | -------------- | ------------------- | ------------------- | ------- |
| Пије VII       | Лав XII        | 20. август, 1823.   | 28. септембар 1823. | 39 дана |
| Лав XII        | Пије VIII      | 10. фебруар 1829.   | 31. март 1829.      | 49 дана |
| Пије VIII      | Гргур XVI      | 1. децембар 1830.   | 2. фебруар 1831.    | 63 дана |
| Гргур XVI      | Пије IX        | 1. јун 1846.        | 16. јун 1846.       | 15 дана |
| Пије IX        | Лав XIII       | 7. фебруар 1878.    | 20. фебруар 1878.   | 13 дана |
| Лав XIII       | Пије X         | 20. јул 1903.       | 4. август 1903.     | 15 дана |
| Пије X         | Бенедикт XV    | 20. август 1914.    | 3. септембар 1914.  | 14 дана |
| Бенедикт XV    | Пије XI        | 22. јануар 1922.    | 6. фебруар 1922.    | 15 дана |
| Пије XI        | Пије XII       | 10. фебруар 1939.   | 2. март 1939.       | 20 дана |
| Пије XII       | Јован XXIII    | 9. октобар 1958.    | 28. октобар 1958.   | 19 дана |
| Јован XXIII    | Павле VI       | 3. јун 1963.        | 21. јун 1963.       | 18 дана |
| Павле VI       | Јован Павле I  | 6. август 1978.     | 26. август 1978.    | 20 дана |
| Јован Павле I  | Јован Павле II | 28. септембар 1978. | 16. октобар 1978.   | 19 дана |
| Јован Павле II | Бенедикт XVI   | 2. април 2005.      | 19. април 2005.     | 17 дана |
| Бенедикт XVI   | Фрања          | 1. март 2013.       | 13. март 2013.      | 12 дана |
| Фрања          | Лав XIV        | 21. април 2025.     | 8. мај 2025.        | 17 дана |